# Hollywood (processeur graphique)
Pour les articles homonymes, voir Hollywood (homonymie).

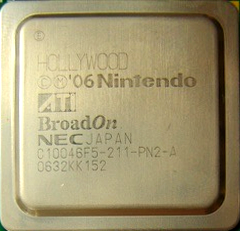
GPU ATI Hollywood à l'intérieur de la Wii

Hollywood est un processeur graphique de Nintendo.

## Description
Hollywood est le nom de l'unité de traitement graphique (GPU) utilisée dans la console de jeux vidéo Wii de Nintendo. Elle a été conçu par ATI (maintenant AMD), et est fabriquée en utilisant le même procédé CMOS 90 nm que le processeur « Broadway (en) » d'IBM. Très peu de détails officiels ont été rendus publics par Nintendo, ATI ou IBM. Le GPU d'Hollywood est basé sur le GPU « Flipper » de la GameCube dont la fréquence de fonctionnement serait 50 % plus élevée à 243 MHz, bien qu'aucune des fréquences de GPU n'ait jamais été confirmée par Nintendo, IBM ou ATI.
Hollywood est un module multi-puces (MCM) contenant deux circuits imprimés sous le couvercle. L'une des deux puces, baptisée Napa, contrôle les fonctions d'entrée/sortie, l'accès RAM, le DSP audio et le GPU réel avec sa DRAM intégrée, et mesure 8 × 9 mm. L'autre, nommé Vegas, contient 24 Mo de 1T-SRAM « interne » et mesure 13,5 × 7 mm.
Hollywood contient également un noyau ARM926, qui a été officieusement surnommé Starlet. Ce microprocesseur intégré exécute de nombreuses fonctions d'entrée/sortie, y compris le contrôle de la fonctionnalité sans fil, USB, le lecteur de disque optique et d'autres fonctions diverses. Il agit également en tant que contrôleur de sécurité du système, exécutant des fonctions de cryptage et d'authentification. Hollywood inclut des implémentations matérielles d'AES et de SHA-1, pour accélérer ces fonctions. La communication avec le CPU principal s'effectue par le biais d'un mécanisme IPC. Starlet exécute les fonctions WiiConnect24 pendant que la console Wii est en mode veille.